# Obergurig
Obergurig (alt sòrab: Hornja Hórka) és un municipi alemany que pertany a l'estat de Saxònia. Limita amb Bautzen i Großpostwitz a l'est, amb Wilthen al sud i Doberschau-Gaußig a l'oest.

## Divisió administrativa
Inclou set llogarets:
- Großdöbschütz (Debsecy), 210 h.
- Kleindöbschütz (Małe Debsecy), 221 h.
- Lehn (Lejno), 74 h.
- Mönchswalde (Mnišońc), 193 h.
- Obergurig (Hornja Hórka), 479 h.
- Schwarznaußlitz (Čorne Noslicy), 336 h.
- Singwitz (Dźěžnikecy), 657 h.